# Zuzowy
Zuzowy (prononciation [zuˈzɔvɨ]) est un village de la gmina de Przedbórz, du powiat de Radomsko, dans la voïvodie de Łódź, situé dans le centre de la Pologne.
Sa population s'élève approximativement à 180 habitants.

## Administration
De 1975 à 1998, le village était attaché administrativement à l'ancienne voïvodie de Piotrków.

Depuis 1999, il fait partie de la nouvelle voïvodie de Łódź.